# Desmoncus orthacanthos
Espèce
Desmoncus orthacanthos est une espèce de plantes de la famille des Arécacées.